# Imre Kémeri Nagy
Imre Kémeri Nagy (ur. 27 marca 1903 w Bürgezd, zm. 13 kwietnia 1942 w Warszawie) – węgierski działacz i publicysta faszystowski, wojskowy (kapitan), dowódca Węgierskiego Batalionu Ochotniczego podczas wojny zimowej 1939–1940.

## Życiorys
W latach 1918–1919 walczył z Rumunami w szeregach ochotniczej Dywizji Székely. W 1922 r. przedostał się na Węgry, gdyż wieś Bürgezd znalazła się w granicach Rumunii. W 1925 r. wstąpił do armii węgierskiej, ale po roku z niej wystąpił. Następnie studiował prawo i nauki humanistyczne na uniwersytecie w Budapeszcie. Należał do faszystowskiego Węgierskiego Narodowego Stowarzyszenia Obrony (MOVE) o charakterze paramilitarnym. W 1928 r. ponownie wstąpił do armii węgierskiej, służąc w niej do 1929 r. W 1932 r. uzyskał na uniwersytecie w Budapeszcie dyplom doktorski.
Od poł. 1937 r. był członkiem Węgierskiej Partii Narodowo-Socjalistycznej, która jednak jeszcze tego samego roku została zdelegalizowana. Pisał artykuły w partyjnym piśmie. W listopadzie 1937 r. został aresztowany, po czym skazany na krótkotrwałe więzienie. Pod koniec 1938 r. był dowódcą jednego z oddziałów paramilitarnej formacji Rongyos Gárda, działającej na Rusi Zakarpackiej. W grudniu 1939 r. zaciągnął się ochotniczo do oddziału ochotników węgierskich, stając na ich czele w stopniu porucznika. Po miesięcznym przeszkoleniu wojskowym zostali oni wysłani na pomoc Finlandii, walczącej z ZSRR. Przybyli na miejsce 2 marca 1940 r., wchodząc w skład formowanego w obozie szkoleniowym w Lapua Oddziału Sisu. Wskutek zakończenia działań wojennych 13 marca Węgrzy nie zdążyli wziąć udziału w walkach. Porucznik I. Kémeri Nagy został przez marszałka Carla Gustafa Mennerheima mianowany kapitanem i odznaczony fińskim medalem wojskowym. W kwietniu Węgrzy odbywali służbę graniczną w Karelii, po czym pod koniec maja powrócili na Węgry.
We wrześniu 1940 r. kpt. I. Kémeri Nagy wziął udział w walkach węgiersko-rumuńskich w północnej Transylwanii. Od końca czerwca 1941 r. uczestniczył w inwazji na ZSRR. W marcu 1942 r. został ranny w potyczce z partyzantami, po czym zmarł w niemieckim szpitalu wojskowym w okupowanej Warszawie 13 kwietnia.